# Понђели (Анкона)
Понђели (итал. Pongelli) насеље је у Италији у округу Анкона, региону Марке.
Према процени из 2011. у насељу је живело 125 становника. Насеље се налази на надморској висини од 66 м.